# Коряжкін Сергій Володимирович
Сергій Володимирович Коряжкін (рос. Сергей Владимирович Коряжкин, нар. 2 січня 1960) — радянський фехтувальник на шаблях, срібний призер Олімпійських ігор 1988 року, триразовий чемпіон світу.

## Виступи на Олімпіадах
| Олімпіада | Дисципліна     | Місце |
| --------- | -------------- | ----- |
| Сеул 1988 | командна шабля | 2     |